# Strumigenys dextra
Strumigenys dextra är en myrart som beskrevs av Brown 1954. Strumigenys dextra ingår i släktet Strumigenys och familjen myror. Inga underarter finns listade i Catalogue of Life.